# Драчук Валентин Вікторович
Валенти́́н Ві́́кторович Драчу́к (нар. 4 січня 1975, м. Шепетівка, Хмельницька область, Українська РСР — пом. 30 грудня 2014, смт Новотроїцьке, Волноваський район, Донецька область, Україна) — старшина Повітряних сил Збройних сил України, учасник російсько-української війни.

## Життєпис
Народився 1975 року в місті Шепетівка на Хмельниччині. Закінчив Шепетівську середню школу № 5.
У зв'язку з російською збройною агресією проти України призваний за частковою мобілізацією.
Старшина, головний старшина взводу охорони 11-го зенітного ракетного полку, в/ч А3730, м. Шепетівка, «12-те містечко». Добровольцем зголосився їхати в зону проведення антитерористичної операції.
Зник безвісти під час бойових дій 30 грудня 2014-го в районі Волновахи, поблизу смт Новотроїцького. Була інформація, що потрапив до полону, але вона не підтвердилась. В березні 2015 ідентифікований серед загиблих у Дніпропетровському морзі, — помер від множинних вогнепальних поранень грудної клітки, що не сумісні з життям.
14 березня 2015-го у Шепетівці Валентина провели в останню путь.
Лишились мати Людмила Михайлівна, брат Василь Вікторович, дружина Олена Миколаївна, син Ярослав та донька.

## Нагороди та звання
- За особисту мужність і високий професіоналізм, виявлені у захисті державного суверенітету та територіальної цілісності України, вірність військовій присязі, нагороджений орденом «За мужність» III ступеня (15.05.2015, посмертно)[3].
- Рішенням 19-ї сесії Шепетівської міської ради VII скликання від 31.01.2017 присвоєне звання «Почесний громадянин міста Шепетівка» (посмертно)[4].

## Вшанування пам'яті
- 1 вересня 2015 на фасаді будівлі Шепетівського НВК «ЗОШ І-ІІІ ступенів — гімназія» № 2 відкрили меморіальну дошку випускнику школи Валентину Драчуку[5].
- 13 жовтня 2015 в Шепетівці на території «12-го містечка» зенітно-ракетного полку встановлено пам'ятну стелу з іменами загиблих Героїв: Драчук Валентин і Савіцький Юрій[6].
- Наказом Міністерства оборони України № 47 від 29.01.2016 старшина Драчук Валентин Вікторович зарахований навічно до особового складу в/ч А3730.
- Вшановується в меморіальному комплексі «Зала пам'яті», в щоденному ранковому церемоніалі 30 грудня[7][8].